# Jules Le Bail

a Compétitions nationales et continentales officielles uniquement.

b Matchs officiels uniquement.
Dernière mise à jour le 18 mars 2025.
Jules Le Bail, né le 9 février 1992 à Carquefou (Loire-Atlantique), est un joueur français de rugby à XV évoluant au poste de demi de mêlée avec le RC Vannes.
Son frère, Clovis, est également joueur professionnel de rugby à XV au Racing 92.

## Biographie
Jules Le Bail débute le rugby à l'âge de six ans avec le Stade nantais. 
Il rejoint le centre de formation de l'Atlantique Stade rochelais en 2010 à l'âge de dix-huit ans.
Jules Le Bail intègre l'équipe professionnelle lors de la saison de Pro D2 2013-2014. Il dispute son premier match le 15 décembre 2013 lors de la 14e journée face au Tarbes Pyrénées rugby en tant que remplaçant. Durant sa première saison, il ne dispute que cinq matchs de Pro D2. La saison suivante, il découvre le Top 14. Il dispute cinq matchs et inscrit 24 points de championnat et trois matchs de Challenge européen. Lors de la saison 2015-2016, il dispute huit matchs de Top 14 et inscrit son premier essai en carrière en octobre 2015 face au Stade toulousain. Lors de la saison 2016-2017, il ne dispute que quatre matchs et inscrit un essai en championnat.
En 2017, il s'engage en Pro D2 avec le Rugby club vannetais.
Durant trois saisons, il va disputer 77 matchs et inscrire 171 points dont 11 essais en Pro D2. Lors de la saison 2018-2019, il prend une part très active dans l'épopée du club breton jusqu'en demi-finale de Pro D2 perdue face au CA Brive.
En 2020, il revient dans son club formateur du Stade rochelais. Il ne parvient pas à s'imposer lors de son second passage rochelais (neuf titularisations en trois saisons), à cause de la concurrence de Tawera Kerr-Barlow et Thomas Berjon,.
En février 2023, il s'engage pour trois saisons avec son ancien club du RC Vannes. En 2024, il est remplaçant lors de la finale de Pro D2 que son équipe remporte face au FC Grenoble, participant ainsi à l'accession de son club au Top 14,.

## Palmarès
- Finaliste du Championnat de France en 2021 avec le Stade rochelais.
- Vainqueur du Championnat de France de 2e division en 2024 avec le RC Vannes